# Городок (Тісульський округ)
Городо́к (рос. Городок) — село у складі Тісульського округу Кемеровської області, Росія.

## Населення
Населення — 37 осіб (2010; 56 у 2002).
Національний склад (станом на 2002 рік):
- росіяни — 94 %